# Clitia

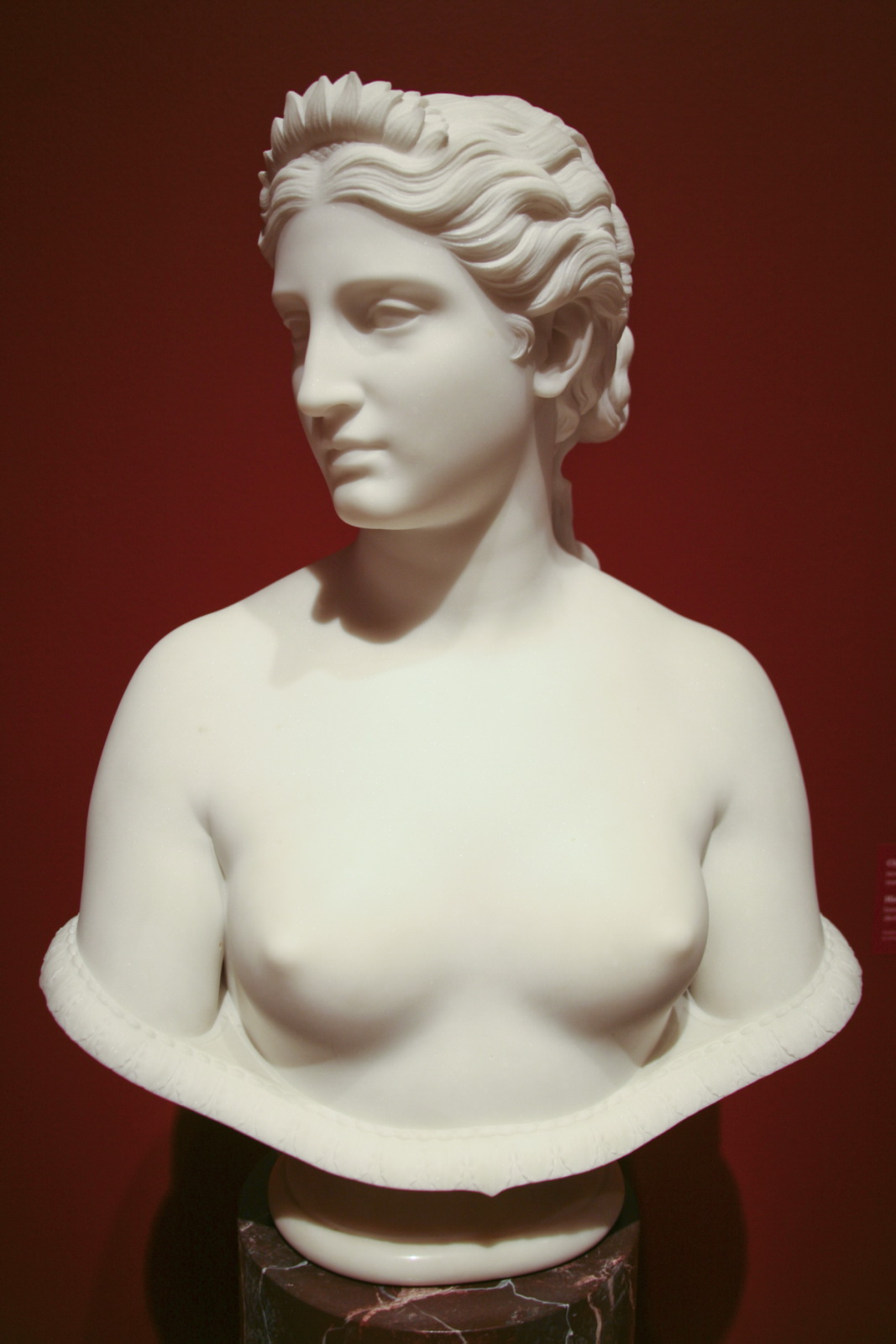
Busto de Clitia, por Hiram Powers modelado entre 1865-1867, esculpida em 1873.

Na mitologia grega, Clície é uma ninfa filha de Oceano e Tétis. Ela se apaixonou por Hélio, que não lhe correspondeu. Sofrendo, Clítia começou a definhar. Ficava durante todo o dia sentada no chão frio com sua tranças desatadas sob os ombros. Assim passaram-se os dias sem que ela comesse ou bebesse, alimentava-se apenas das próprias lágrimas. Durante o dia contemplava o Sol desde o nascente ao poente, era a única coisa que via e seu rosto estava sempre voltado para ele, já à noite, curvava-se para chorar.

## A lenda
Uma formosa ninfa das águas, filha de Oceano e de Tétis, Clície se enamorou do deus-Sol quando o viu caminhando pela extensão dos céus. Ela vivia só para olhar sua resplandecente luz. Ao tocar sua pele o calor de seus raios, a ninfa pensava que o enviava uma carícia, e isso a faziam sentir-se feliz.
O deus Hélio também se enamorou de Clície, mas abandonou-a logo que conheceu outra mulher: Leucótoe. Para vingar-se, Clície comentou tais relações ao pai de Leucótoe, e este trancou sua filha em uma torre escura para que não pudesse ver mais o deus. Hélio, então, cheio de ira, menosprezou Clície e deixou-a só, mas ela não deixou de amá-lo e conquistá-lo de novo. Ao sentar-se a ninfa junto a um arroio, seus cabelos longos lhe caíam sobre suas costas e sobre seu rosto, como muitas gotas de água, puras e brilhantes. Esperou que o deus viesse acariciá-la novamente, mas depois do entardecer, quando a Noite se aproximava, o seu amado deus não apareceu. Ao invés, escondeu-se por detrás das nuvens, procurando ignorá-la.
Depois de nove dias de espera, sob o céu nebuloso, passou a chorar intensamente; coberta de lágrimas, com as quais se alimentava, surgiu o gélido orvalho, que desde então haveria de refrescar as flores. E os deuses, apiedados, se perguntaram:
— Que faremos agora com a inconsolável ninfa Clície?

— Faremos dela uma flor que siga os passos de Hélio, com esperança.

E os deuses a converteram paulatinamente numa flor que até hoje, vive, girando em torno de si mesma, a buscar os raios do Sol: o heliotrópio (girassol).
Clície a se alimentar de seu próprio ópio e de seus prantos tornou se uma linda flor  que sempre a seguir o rumo do sol vive a espera de Hélio que a de vir toca-lá um dia novamente. Finalmente, seus pés criaram raízes no chão, o rosto transfigurou-se em uma flor (Heliotropium) que move-se sobre seu caule de modo a estar sempre acompanhando seu amado Sol em seu curso diário, eternamente conservando o sentimento da ninfa não correspondida.

## Arte
Uma escultura romana de mármore de Clitia foi apresentada na coleção de Charles Townley. Outro famoso busto de Clitia foi produzido por George Frederic Watts. Em vez da Clitia serena de Townley, Watts a esculpiu olhando para o sol. 